# Jules Ernest Renoux
Jules Alphonse Ernest Renoux (n. 5 mai 1863, Romeny, Aisne, Franța – d. 9 iunie 1932, Romeny, Aisne, Franța) a fost un pictor francez care a fost activ în perioada de vârf a impresionismului francez și a Belle Epoque.

## Pregătire și carieră
Renoux a fost fiul lui Jules Alphonse Renoux și Ernestine Veron. A arătat devreme talent pentru desen și era încă tânăr când a plecat la Paris cu mama sa; soțul ei o abandonase și plecase să lupte ca voluntar în războiul franco-prusac din 1870. Student al lui Jean-Léon Gérôme și Alfred Philippe Roll⁠(d), Renoux a studiat la École des Beaux-Arts și a colaborat cu Roll la tavanele pictate ale Hôtel de Viller, Sorbona și Petit Palais⁠(d).
Contele de Zogheb, o personalitate binecunoscută a Belle Epoque, l-a însărcinat pe Renoux să-i picteze portretul, care a fost prezentat în Salonul din 1901. Contele de Zogheb a cumpărat ulterior multe alte tablouri Renoux; această asociație i-a adus lui Renoux două medalii, Ordinul Imperial de Medjidieh și Crucea Cavalerilor din Ordinul Militar Portughez al lui Hristos (pe care, cu o modestie tipică, nu a purtat-o niciodată). Mai târziu un patron al său a fost industriașul Auguste Magnère, un artist amator pe care Renoux l-a îndrumat.
Renoux a expus în galeria din Paris a lui Georges Bernheim în 1916, iar recepția publică a fost un succes încurajator, rezultând în vânzarea a douăsprezece tablouri. Din 1922 Renoux a expus la Salon des Artistes Francais⁠(d) unde a devenit membru. Zece dintre picturile lui Renoux sunt expuse permanent la Petit Palais⁠(d), Musée des Beaux Arts de la ville de Paris.

## Stil
Renoux a folosit o paletă bazată pe galben-portocaliu și ocru în care a pictat scene de stradă admirate pentru frumusețea lor discretă și agilitatea mâinii. Lui Renoux îi plăcea să picteze forma umană, deseori având drept modele membri ai familiei sale. Dar era timid și nu-i plăcea să schițeze pe străzile deschise. A ales adesea un colț obscur din care să deseneze, ceea ce explică perspectiva interesantă și neobișnuită a unora dintre picturile sale. După cum scria The Times of London, „El ar putea fi numit impresionist, în sensul larg al termenului, fiind preocupat de efectul în aer liber, bucurându-se în mod deosebit de pătrunderea luminii soarelui de pe aleile umbrite de copaci. Precis în perspectivă, el a folosit-o cu atenție la valoarea picturală și a arătat o abilitate deosebită în a-și plasa personajele viu schițate la distanțe diferite de spectator.”

## Viața personală
Renoux s-a căsătorit cu Berthe Madeleine în 1895, deși mama sa s-a opus căsătoriei din motive financiare. Soția lui i-a fost frecvent model pentru picturi.

## Muzeul și expoziția Renoux
Romeny-sur-Marne are un muzeu dedicat vieții și operei lui Renoux, la Maison Renoux, unde a fost păstrat atelierul său, în centrul grădinii sale. O stele și o placă, Place de l'Église, sunt dedicate memoriei sale. Renoux a călătorit frecvent la Romeny-sur-Marne și s-a stabilit acolo definitiv, după ce și-a pierdut studioul din Paris, 50, rue Saint-Didier, în 1928. Este înmormântat în cimitirul satului Romeny-sur-Marne. Umbrela de soare, scaunul, cutia de vopsea și cutia de transport ale lui Renoux pentru lucrări în curs au fost prezentate la o expoziție de impresionism la Albertina în 2009 și se află acum în Petit Palais⁠(d).

## Galerie

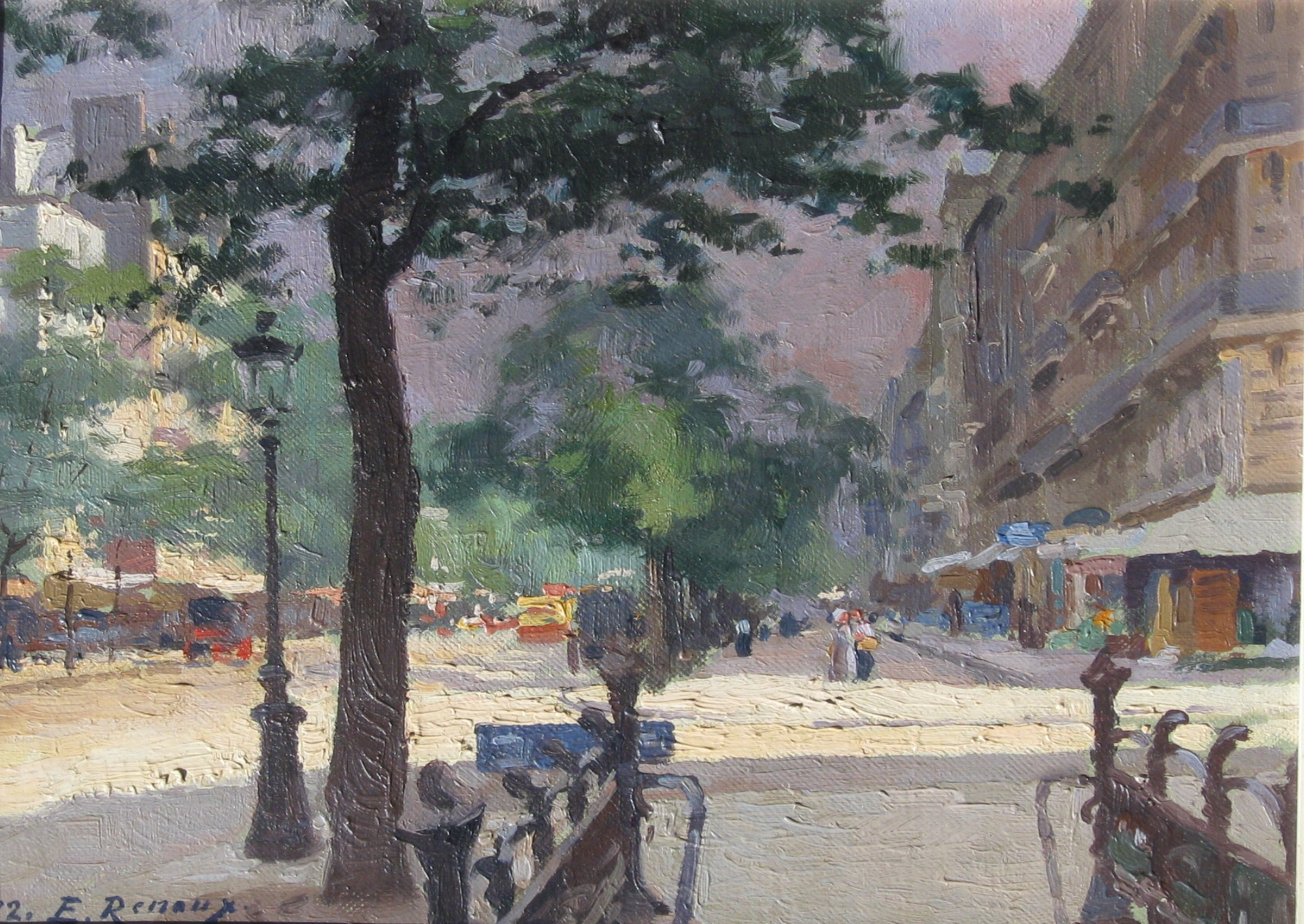
Scenă de stradă, Paris
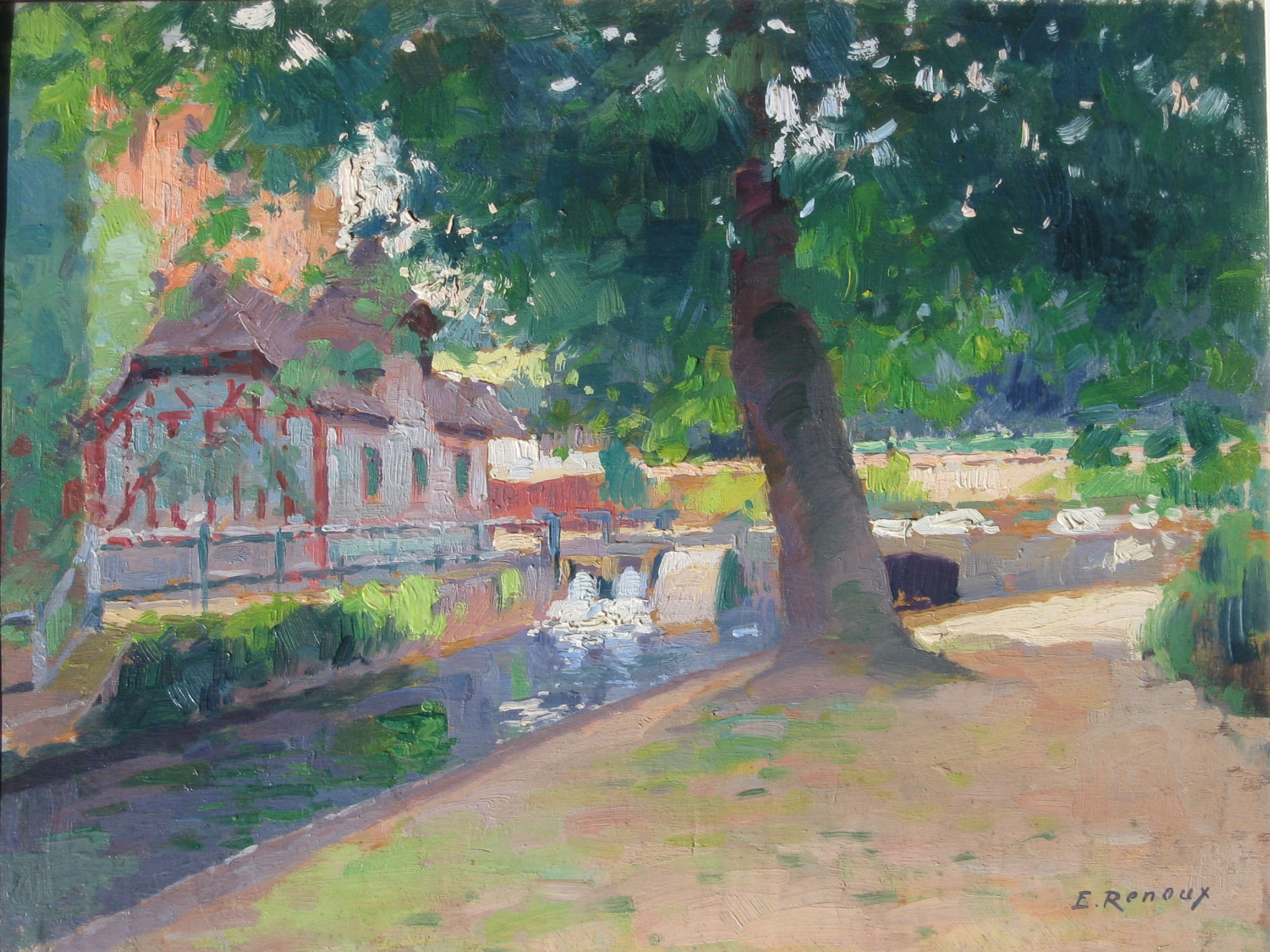
Moară de apă
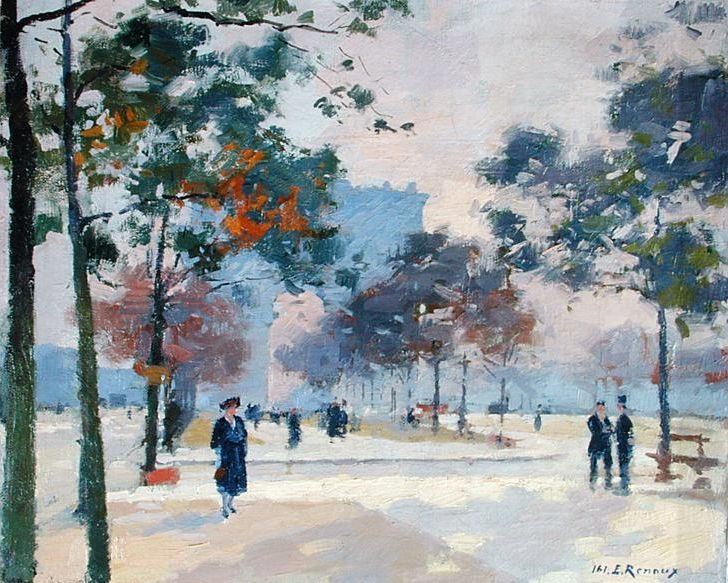
Arcul de Triumf, Paris
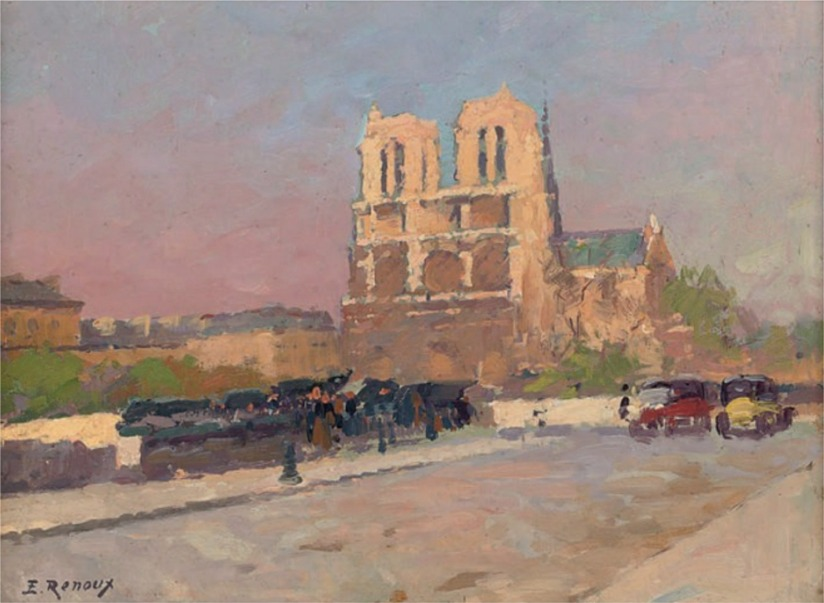
Notre Dame, Paris
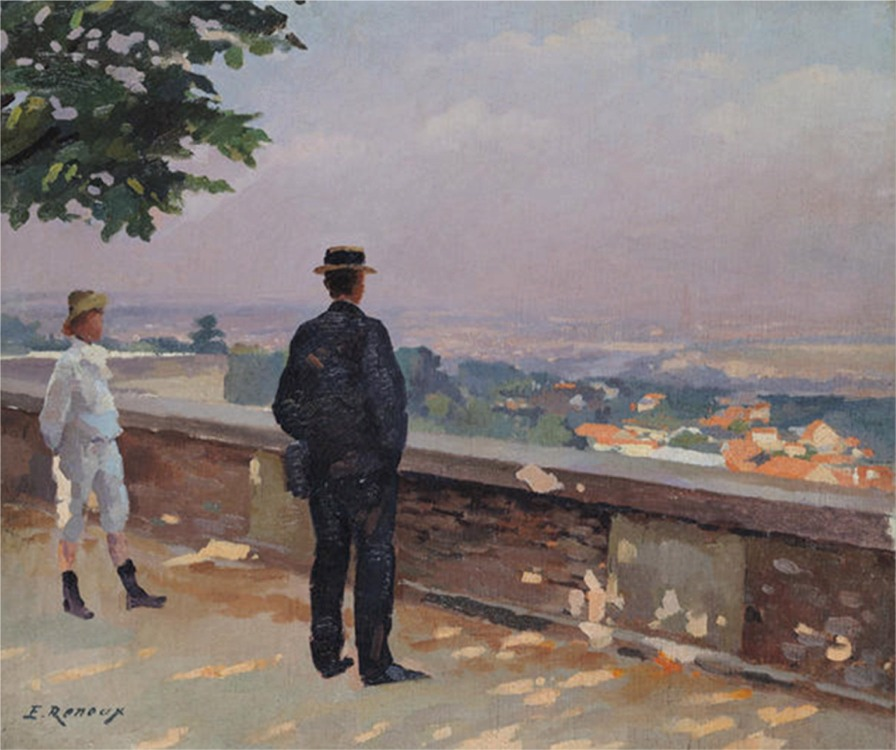
Parisul văzut de la observatorul din Meudon
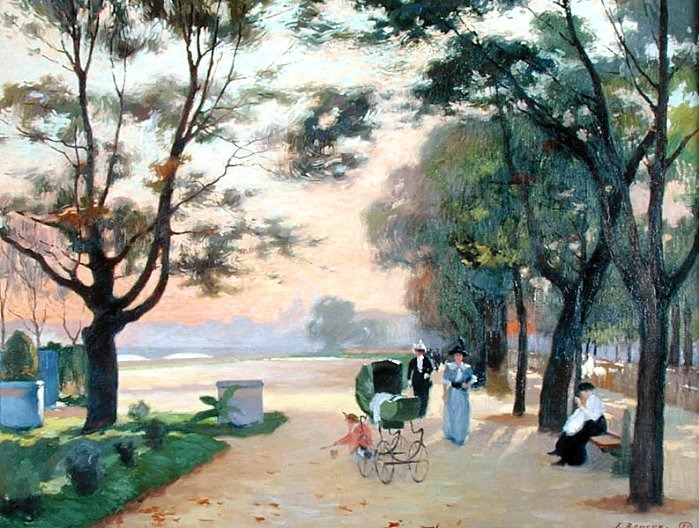
Cours-la-Reine, Paris
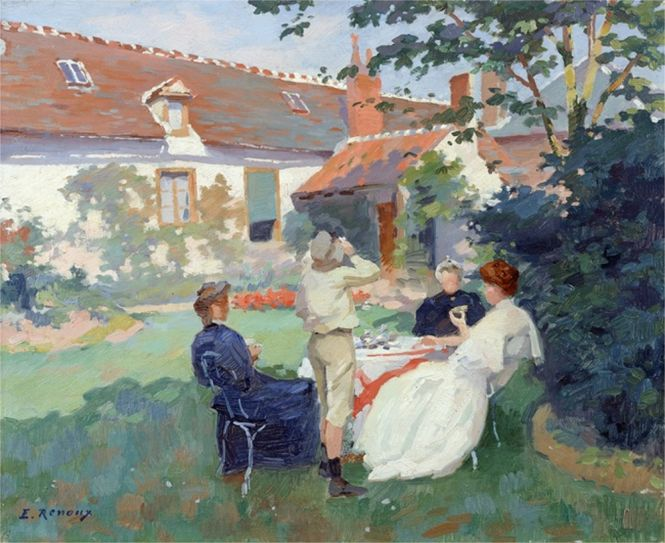
Ora ceaiului
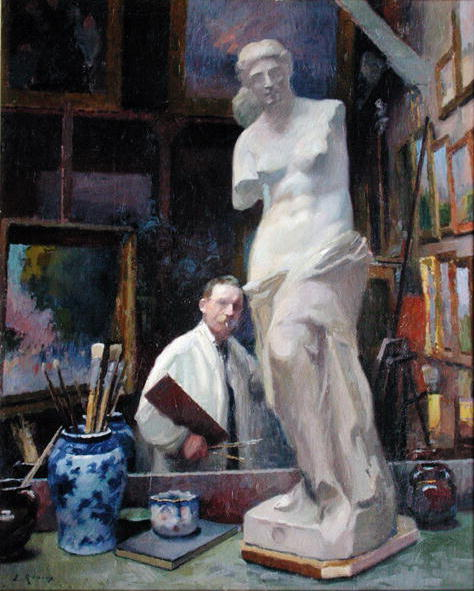
Autoportret
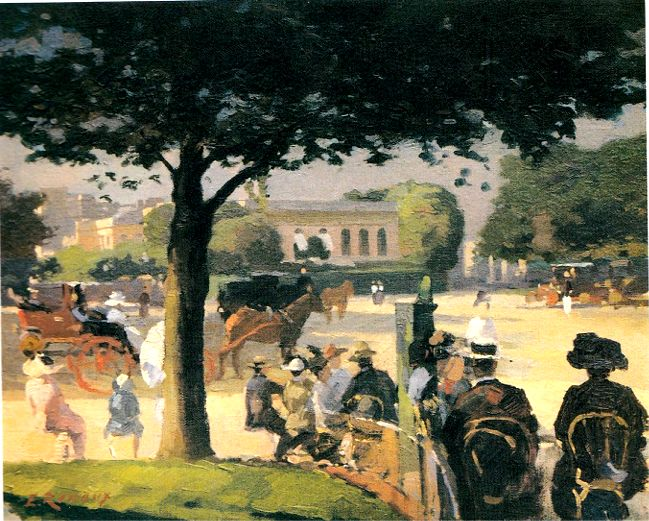
Palatul Rose, Paris
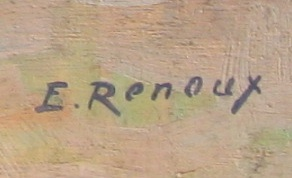
Semnătură

## Expoziții
- 1890 Salon National des Beaux-Arts
- 1892 Salon National des Beaux-Arts
- 1896 Salon National des Beaux-Arts
- 1898 Salon National des Beaux-Arts
- 1899 Salon National des Beaux-Arts
- 1900 Salon National des Beaux-Arts
- 1902 Salon National des Beaux-Arts
- 1901 Galerie Potin, Paris
- 1916 Galerie Bernheim, Paris
- 1917 Sporting Club din Monte Carlo
- 1929 Galerie Santi, Douai
- 1934 Galerie Ecalle, Expoziție retrospectivă
- 1936 Galerie Ecalle, Expoziție retrospectivă
- 1963 Galerie O. Bosc, Expoziție Centenar
- 1965 Kaplan Gallery, Londra
- 1966 Hammer Gallery, New York
- 1967 Kaplan Gallery, Londra
- 1968 Kaplan Gallery, Londra